# Cachaça

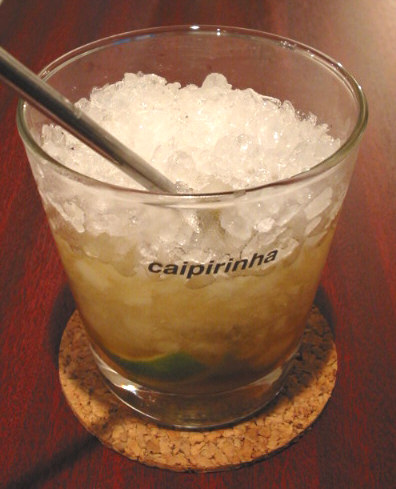
koktejl caipirinha

Cachaça (výslovnost [ˌkaˈʃasɐ]IPA, počeštěně [kašása]) je brazilský národní alkoholický nápoj známý též jako brazilský rum. K výrobě se používá samotná šťáva z cukrové třtiny, nikoliv odpadní melasa. Cukrová třtina se nejdřív lisuje, vylisovaná šťáva se nechává kvasit a nakonec prochází destilací a ředěním. Proces výroby cachaçy je stejný jako u tzv. zemědělských rumů (rhum agricole) z Francouzských Antil, Haiti, Dominiky a Svaté Lucie. Nejkvalitnější druhy se nechávají dozrávat v sudech. Obsahuje 40 % alkoholu.
Slangově se cachaça nazývá pinga, caninha nebo aguardente. Nejznámějším koktejlem z cachaçy je caipirinha.